# 東北大学流体科学研究所
東北大学流体科学研究所（とうほくだいがくりゅうたいかがくけんきゅうしょ、流体研、Institute of Fluid Science ; IFS）は、東北大学の附置研究所で、流体科学を専門とする研究所である。
2010年より共同利用・共同研究拠点に指定されている。
東北大学片平キャンパス内に所在する。

## 概要
1943年東北帝国大学附属高速力学研究所として発足。1989年に東北大学流体科学研究所となる。「時空間における流れ」を対象とする、国内唯一の流体科学の研究拠点である。
2015年4月に採択した「長期ビジョンVISION2030」によると、「研究クラスター」という概念を導入し、研究の出口戦略の一つとして、現在までに環境・エネルギー、人・物質マルチスケールモビリティ、健康・福祉・医療の3研究クラスターを再定義している。
2030年までに「流体科学における世界拠点」となることを目指している。

## 歴史
前身の高速力学研究所では、初代所長である沼知福三郎（工学部機械工学科水力学実験室教授）が高速な水流を主な題材にキャビテーションの研究を牽引し、この研究の蓄積が研究所発足の端緒となる。
ジェットエンジン・エネルギー変換機器などの開発や流体に関する基礎研究に関わり、世界をリードしてきた。
1989年に流体科学研究所と改称し、目的を「流体に関する学理およびその応用の研究」と改め、流動科学に関する研究を行っている。
2015年に4月に「VISION2030」を策定し、国際共同研究拠点化を推進している。

## 組織

### 流動創成研究部門
流体の物性や流体システムにおける流動下での新たな機能の創成とその応用に関する研究を行う。
- 電磁機能流動研究分野
- 知能流体制御システム研究分野
- 融合計算医工学研究分野
- 生体流動ダイナミクス研究分野
- 航空宇宙流体工学研究分野
- 宇宙熱流体システム研究分野
- 自然構造デザイン研究分野
- 流動データ科学研究分野

### 複雑流動研究部門
幅広い時空間スケールでの複雑な流動現象の、物理・化学過程との関わりを通した解明とその応用に関する研究を行う。燃焼反応流、複雑系熱・物質移動、キャビテーション、衝撃波、乱流などの熱と物質流動現象の普遍原理の解明および数理モデル構築など。
- 高速反応流研究分野
- 伝熱制御研究分野
- 先進流体機械システム研究分野
- 複雑衝撃波研究分野
- 計算流体物理研究分野

### ナノ流動研究部門
熱流体に関わるナノマイクロスケールの現象や物性に関わる基礎科学の展開や新分野創成を行う。電子・分子スケールの物質・運動量・エネルギー輸送メカニズム、生体およびデバイス内におけるナノスケール流れなど。
- 非平衡分子気体流研究分野
- 分子熱流動研究分野
- 量子ナノ流動システム研究分野
- 生体ナノ反応流研究分野
- 分子複合系流動研究分野
- ナノ流動応用研究分野（客員）

### 共同研究部門
- 先端車輌基盤技術研究（ケーヒン）Ⅱ（2018年4月～2021年3月）

：株式会社ケーヒンと共同で、車輌の電動化として期待される基盤技術の研究を推進している。主に、数値流体力学を用いたシミュレーション技術および実験検証の高度化と、その応用に関する研究を行っている。

### 未到エネルギー研究センター
高効率で無駄の無い革新的なエネルギー利用体系を実現するため、従来有効なエネルギー変換が困難であった未到エネルギーの変換やエネルギー貯蔵、輸送、および保全に関する研究を行う。
- グリーンナノテクノロジー研究分野
- 地殻環境エネルギー研究分野
- エネルギー動態研究分野
- システムエネルギー保全研究分野
- 混相流動エネルギー研究分野
- エネルギー科学技術研究分野
- 先端エネルギー工学研究分野
- 次世代電池ナノ流動制御研究分野（兼務）

### リヨンセンター（材料・流体科学融合拠点）
リヨン大学（ フランス）に教員と学生が滞在し、国際共同研究を推進する。材料科学と流体科学の融合分野におけるリヨン大学との連携研究により、安全･安心・健康な社会の実現に寄与する工学領域を開拓・推進する。
- 流動システム評価研究分野
- 先進材料・流体設計研究分野
- 流動ダイナミクス研究分野（兼務）

### 未来流体情報創造センター
スーパーコンピュータを導入しており、数次の更改を経ている。流体科学におけるスーパーコンピューティング、計算機シミュレーションと実験の計測融合研究、流体情報の高度可視化等のための次世代融合研究システムを運用するとともに、国際会議の開催やデータベースによる研究成果の発信を行っている。
- 1990年12月 - Cray Y-MP8
- 1994年10月 - Cray C916
- 1999年11月 - NEC SX-5, SGI Origin 2000
- 2005年11月 - SGI Altix, NEC SX-8
- 2011年5月 - SGI AltixUV 1000, NEC SX-9
- 2014年5月 - SGI UV2000 増設
- 2018年8月 - Fujitsu Server PRIMERGY によるシステム導入
- エアロトレイン研究

エアロトレインは鉄道の一種で、翼を具えた車両を軌道上で走行させることで、地面効果により浮上して走行するものである。浮上による摩擦の減少により、車輪走行よりも少ないエネルギー消費で走行可能である。時速500kmで高さ10cmの浮上を目指して研究開発が進められており、現在までに時速100kmでの完全自立浮上走行が実現されている。本研究は宮崎県の旧国鉄のリニアモーターカー実験施設を転用した東北大学・宮崎大学共同日向灘研究施設で実験が進められている。

### 次世代流動実験研究センター
「次世代環境適合技術流体実験共用促進事業」を推進するため、2013年4月設立。低乱熱伝達風洞装置および衝撃波関連施設を保有。
そよ風 (5m/s) から大気圏突入速度 (6km/s) まで、世界に類ない性能で計測できる。

### その他
- 国際研究教育センター
- 航空機計算科学
- 高等研究機構新領域創成部
  - マルチフィジックスデザイン研究分野

## 沿革
- 1943年 東北帝国大学附属高速力学研究所として発足
- 1979年 気流計測研究施設設置
- 1988年 気流計測研究施設を廃止、衝撃波工学研究センター設置
- 1989年 名称を「流体科学研究所」、設置目的を「流体に関する学理およびその応用の研究」に改める。これとともに組織の改組・拡充を行う。
- 1990年 スーパーコンピュータセンタ（現：未来流体情報創造センター）竣工
- 1998年 衝撃波工学研究センター廃止、衝撃波研究センター設置
- 2000年 衝撃波学際研究拠点設置
- 2003年 衝撃波研究センターを流体融合研究センターに改組
- 2010年 共同利用・共同研究拠点「流体科学研究拠点」開始
- 2017年 航空機計算科学センター発足
- 2018年 リヨン大学と連携し「リヨンセンター ―材料・流体科学融合拠点―」を発足